# 土橋 (川崎市)
土橋（つちはし）は、神奈川県川崎市宮前区の町名。現行行政地名は土橋1丁目から土橋7丁目。住居表示未実施区域。

## 地理

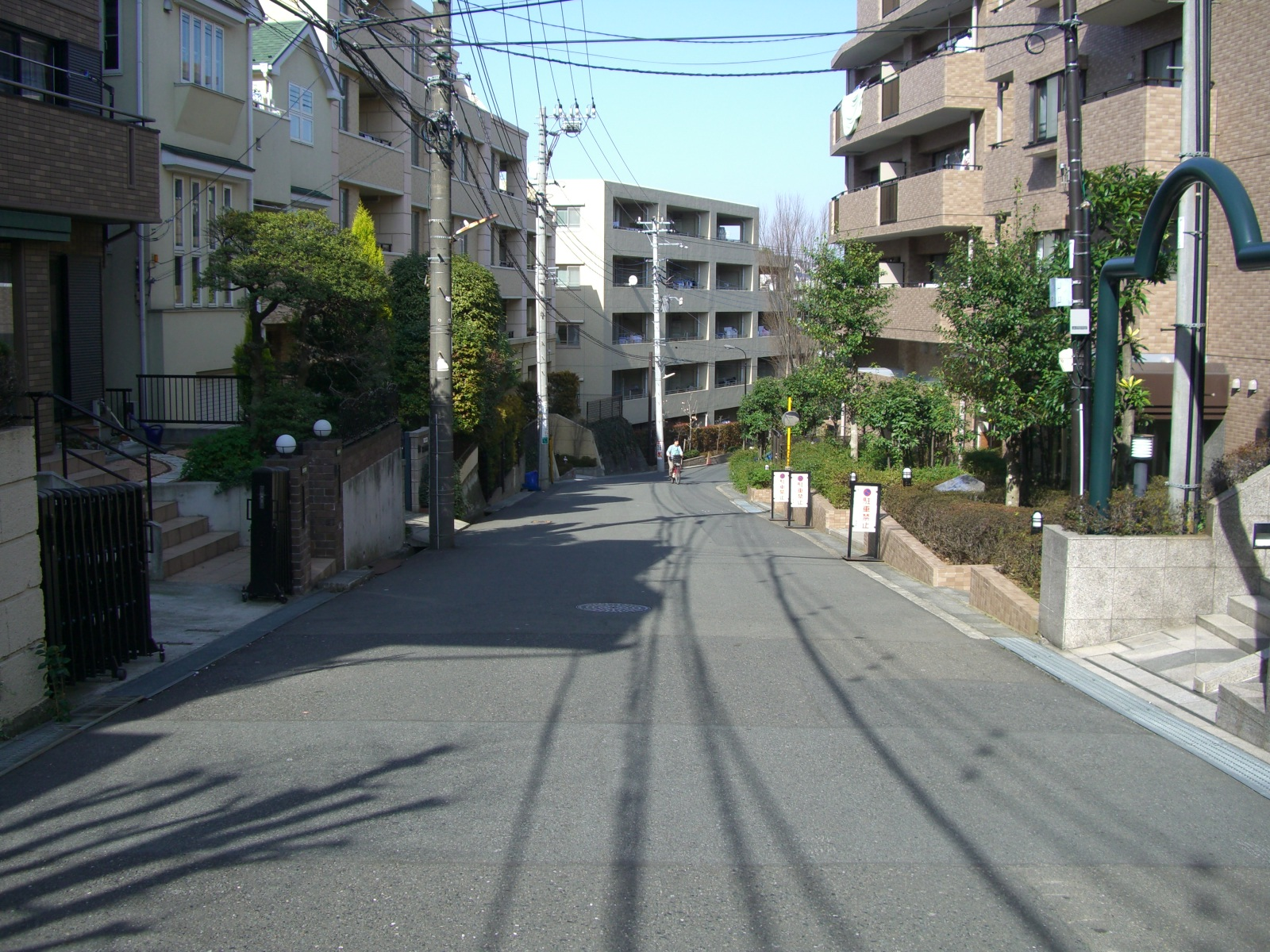
土橋4丁目の住宅街

宮前区の中央部に位置し、尻手黒川道路と東名高速道路の結節点となる東名川崎インターチェンジが所在する。一帯は多摩田園都市の一部として住宅地となっているが、尻手黒川道路の沿線には物流拠点やロードサイド店舗が見られる。
土橋の東端では神木、宮崎や宮前平と接し、南端では東急田園都市線を概ねの境界として小台に接する。南西端では鷺沼と、北西端では犬蔵と接する。北端では南平台やけやき平と接する。これらの町域はすべて宮前区であり、土橋は区境や市境には接していない。
矢上川が流れ、土橋全体がその谷あいとなっている。
土橋周辺で開発が進む前はたけのこを収穫する農家が存在しており、東京の市場にも卸していた。

### 面積
面積は以下の通りである。
| 丁目      | 面積（km²） |
| --------- | ----------- |
| 土橋1丁目 | 0.176       |
| 土橋2丁目 | 0.170       |
| 土橋3丁目 | 0.194       |
| 土橋4丁目 | 0.146       |
| 土橋5丁目 | 0.054       |
| 土橋6丁目 | 0.155       |
| 土橋7丁目 | 0.158       |
| 計        | 1.054       |

### 地価
住宅地の地価は、2025年（令和7年）1月1日の公示地価によれば、土橋1丁目24番3の地点で40万2000円/m²、土橋4丁目3番6の地点で51万4000円/m²、土橋7丁目6番4の地点で31万2000円/m²となっている。

## 歴史
当地からは縄文時代中期の第六天遺跡が発掘されており、また建武2年と書かれた標の残る墓地もある。
「土橋」の名は1590年（天正18年）に、豊臣秀吉の制札中で、「平土橋村」の形で現れる。この後、江戸初期には土橋村として独立したとみられる。幕政期を通じて旗本である長坂氏と戸田氏の知行地となって、川崎宿の加助郷も課されていた。明治期には養蚕も行われた。
町村制の施行に伴い、土橋村など5村により宮前（みやさき）村が成立し、土橋はその大字となる。その後宮前村は川崎市に編入され、戦時中には多くの土地が陸軍に接収され、高射砲の基地などが作られた。
戦後には農業も行われたが、東京急行電鉄が多摩田園都市計画を推進したことで、当地は住宅地へと変貌していくこととなった。さらには東名高速道路や尻手黒川道路も開通し、当地の農村風景は減少の一途をたどっていった。そんな中でも、江戸時代から続く御嶽講は健在であり、年に一度武蔵御嶽神社を参拝し、護符を受けている。そんな「土橋御嶽講」を取材した映画「オオカミの護符」が、当地にあるささらプロダクションにより2008年に製作された。

### 地名の由来
矢上川に架けられた土橋が由来とされている。源頼朝が当地を過ぎる際に架けられたとする話が伝わっている。

### 沿革
- 江戸初期 土橋村として独立したとみられる。
- 1874年（明治7年） - 大区小区制により、当地は5大区5小区に属する。
- 1889年（明治22年） - 町村制の施行により、宮前村土橋となる。
- 1938年（昭和13年） - 宮前村が川崎市に編入。川崎市土橋となる。
- 1940年（昭和15年） - 軍用地として一部が接収される。
- 1951年（昭和26年） - 軍用地が解放され、宮崎として分離される[11]。
- 1963年（昭和38年） - 多摩田園都市建設のための土地区画整理組合が成立。
- 1966年（昭和41年）4月1日 - 東急田園都市線の溝の口駅 - 長津田駅間が開業。当地の至近に宮前平駅、鷺沼駅が設置される。
- 1968年（昭和43年）4月25日 - 東名高速道路の東京 - 厚木間が開通。当地に東名川崎インターチェンジが設置される。
- 1972年（昭和47年）2月1日 - 宮崎土地区画整理事業[14]により、土橋1丁目が設置される[15]。
- 1972年（昭和47年）4月1日 - 川崎市が政令指定都市に移行。当地は高津区土橋となる。
- 1976年（昭和51年）5月1日 - 土橋土地区画整理事業[16]により、土橋2丁目～7丁目が成立[15]。同時に高津区土橋は消滅。
- 1982年（昭和57年）7月1日 - 高津区から宮前区が分区。宮前区土橋1丁目～7丁目となる。
- 2002年（平成14年） - 鷺沼プールが廃止。
- 2006年（平成18年） - 川崎市立土橋小学校が開校。

## 世帯数と人口
2025年（令和7年）6月30日現在（川崎市発表）の世帯数と人口は以下の通りである。
| 丁目      | 世帯数    | 人口     |
| --------- | --------- | -------- |
| 土橋1丁目 | 1,410世帯 | 3,183人  |
| 土橋2丁目 | 1,670世帯 | 3,603人  |
| 土橋3丁目 | 960世帯   | 2,019人  |
| 土橋4丁目 | 1,534世帯 | 3,652人  |
| 土橋5丁目 | 448世帯   | 1,078人  |
| 土橋6丁目 | 879世帯   | 1,815人  |
| 土橋7丁目 | 691世帯   | 1,696人  |
| 計        | 7,592世帯 | 17,046人 |

### 人口の変遷
国勢調査による人口の推移。
| 年                 | 人口   |
| ------------------ | ------ |
| 1995年（平成7年）  | 11,773 |
| 2000年（平成12年） | 14,459 |
| 2005年（平成17年） | 15,645 |
| 2010年（平成22年） | 16,404 |
| 2015年（平成27年） | 17,048 |
| 2020年（令和2年）  | 17,375 |

### 世帯数の変遷
国勢調査による世帯数の推移。
| 年                 | 世帯数 |
| ------------------ | ------ |
| 1995年（平成7年）  | 4,707  |
| 2000年（平成12年） | 5,664  |
| 2005年（平成17年） | 6,356  |
| 2010年（平成22年） | 6,786  |
| 2015年（平成27年） | 7,021  |
| 2020年（令和2年）  | 7,346  |

## 学区
市立小・中学校に通う場合、学区は以下の通りとなる（2022年4月時点）。
| 丁目      | 番地 | 小学校                 | 中学校               |
| --------- | ---- | ---------------------- | -------------------- |
| 土橋1丁目 | 全域 | 川崎市立富士見台小学校 | 川崎市立宮前平中学校 |
| 土橋2丁目 | 全域 | 川崎市立土橋小学校     | 川崎市立宮前平中学校 |
| 土橋3丁目 | 全域 | 川崎市立土橋小学校     | 川崎市立宮前平中学校 |
| 土橋4丁目 | 全域 | 川崎市立土橋小学校     | 川崎市立宮前平中学校 |
| 土橋5丁目 | 全域 | 川崎市立富士見台小学校 | 川崎市立宮前平中学校 |
| 土橋6丁目 | 全域 | 川崎市立富士見台小学校 | 川崎市立宮前平中学校 |
| 土橋7丁目 | 全域 | 川崎市立富士見台小学校 | 川崎市立宮前平中学校 |

## 事業所
2021年（令和3年）現在の経済センサス調査による事業所数と従業員数は以下の通りである。
| 丁目      | 事業所数  | 従業員数 |
| --------- | --------- | -------- |
| 土橋1丁目 | 62事業所  | 571人    |
| 土橋2丁目 | 60事業所  | 832人    |
| 土橋3丁目 | 72事業所  | 574人    |
| 土橋4丁目 | 35事業所  | 429人    |
| 土橋5丁目 | 7事業所   | 56人     |
| 土橋6丁目 | 43事業所  | 449人    |
| 土橋7丁目 | 22事業所  | 225人    |
| 計        | 301事業所 | 3,136人  |

### 事業者数の変遷
経済センサスによる事業所数の推移。
| 年                 | 事業者数 |
| ------------------ | -------- |
| 2016年（平成28年） | 240      |
| 2021年（令和3年）  | 301      |

### 従業員数の変遷
経済センサスによる従業員数の推移。
| 年                 | 従業員数 |
| ------------------ | -------- |
| 2016年（平成28年） | 2,874    |
| 2021年（令和3年）  | 3,136    |

## 交通

### 鉄道
東急電鉄田園都市線
土橋の南端を通過している。域外ではあるが、鷺沼駅・宮前平駅がごく近いところに所在する。
武蔵野南線
土橋の北端をトンネルで通過している。同線は基本的に貨物線であり、また域内に同線を利用可能な駅設備は存在しない。
川崎縦貫高速鉄道
域内を通過する尻手黒川道路の地下に鉄道を通す計画があったが、中止された。

### バス
路線の詳細については、東急バス高津営業所・川崎市バス鷲ヶ峰営業所を参照。
東急バス、川崎市バスの2事業者が、周辺の駅などと結ぶバスを運行している。

### 道路
- 東名高速道路 - 東名川崎インターチェンジ
- 尻手黒川道路

## 施設
- 郵便局:川崎土橋郵便局・川崎鷺沼郵便局

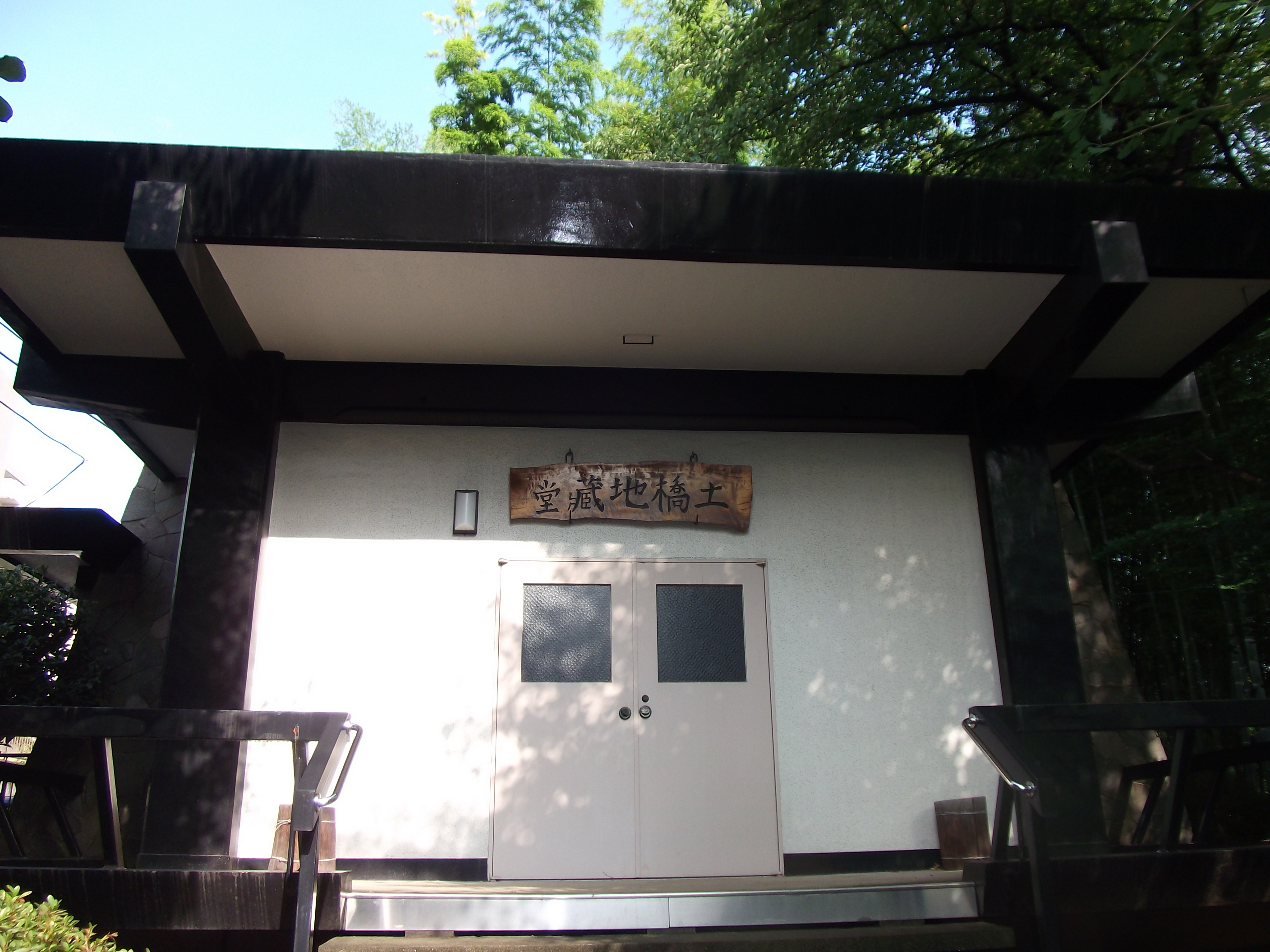
土橋地蔵堂（2011年8月5日撮影）

- 土橋神社 - 1907年（明治40年）に、村内10社を合祀して、村の中央部に鎮座することとなった[11]。
- 川崎市立土橋小学校 - 鷺沼プールの跡地に作られた。
- フロンタウン・さぎぬま - 同じく、鷺沼プールの跡地に作られた。
- 高津看護専門学校
- 土橋地蔵堂 - 都筑橘樹地蔵菩薩霊場の二十番札所。
- 正福寺

## その他

### 日本郵便
- 郵便番号 : 216-0005[3]（集配局 : 宮前郵便局[28]）

### 警察
町内の警察の管轄区域は以下の通りである。
| 丁目      | 番・番地等 | 警察署     | 交番・駐在所   |
| --------- | ---------- | ---------- | -------------- |
| 土橋1丁目 | 全域       | 宮前警察署 | 宮前平駅前交番 |
| 土橋2丁目 | 全域       | 宮前警察署 | 宮前平駅前交番 |
| 土橋3丁目 | 全域       | 宮前警察署 | 鷺沼駅前交番   |
| 土橋4丁目 | 全域       | 宮前警察署 | 宮前平駅前交番 |
| 土橋5丁目 | 全域       | 宮前警察署 | 宮前平駅前交番 |
| 土橋6丁目 | 全域       | 宮前警察署 | 宮前平駅前交番 |
| 土橋7丁目 | 全域       | 宮前警察署 | 宮前平駅前交番 |